# Vaticaanse necropolis

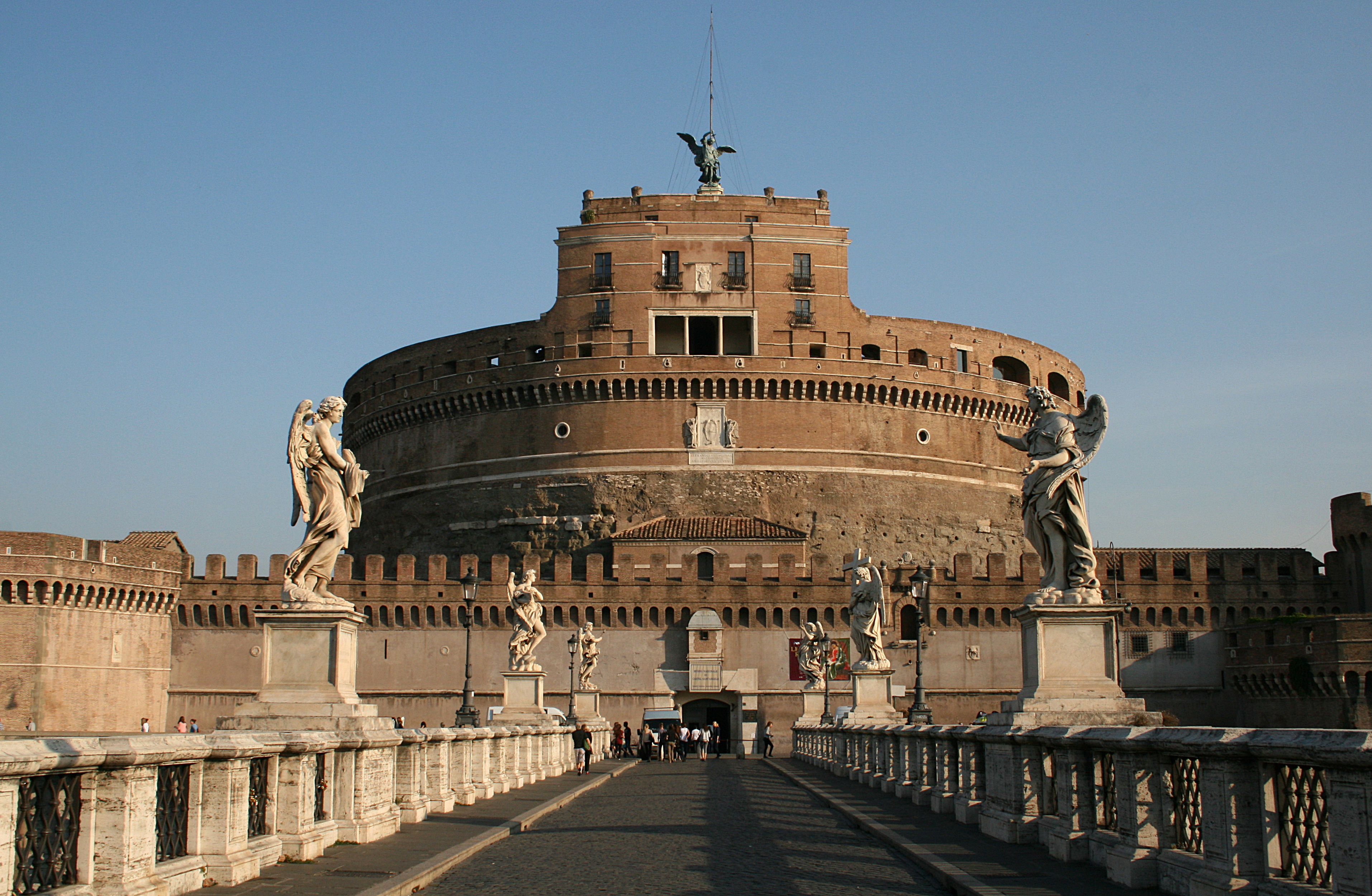
De Engelenburcht, het mausoleum van Hadrianus

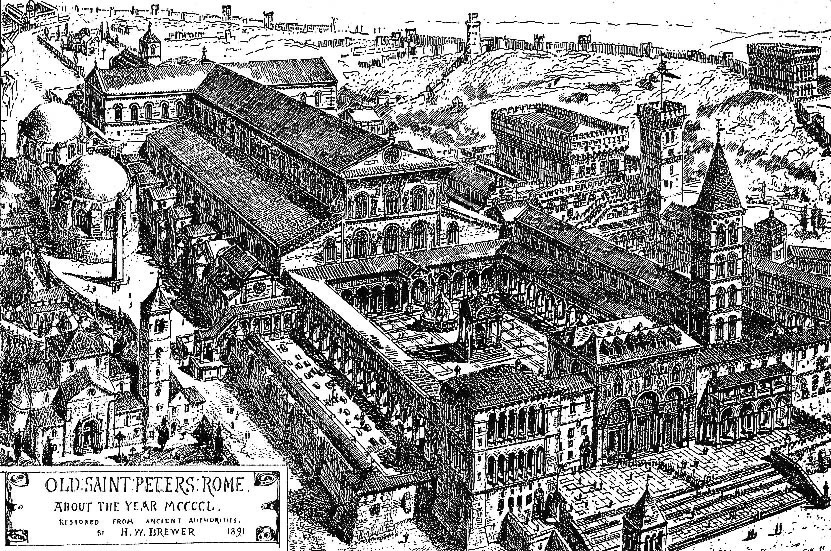
De Oude Sint-Pietersbasiliek, gebouwd boven het graf van Petrus

De Vaticaanse necropolis was een grafveld op en bij de Vaticaanse heuvel in het Oude Rome.
De bekendste graftombes op deze necropolis waren de tombe van keizer Hadrianus, tegenwoordig bekend als de Engelenburcht, en het graf van de apostel Petrus, waarboven de Oude Sint-Pietersbasiliek werd gebouwd. Dit zijn ook de enige grafmonumenten die bovengronds bewaard zijn gebleven. De andere graven zijn in de loop der eeuwen afgebroken of bedolven onder de aarde tijdens de reconstructie van de heuvel voor de bouw van de Sint-Pieter. Een deel van de Vaticaanse necropolis, het vermeende graf van Petrus en een aantal daarnaast gelegen graftombes, werd in de 20e eeuw onder de vloer van de Sint-Pieter opgegraven en kan op aanvraag bezichtigd worden. Dit staat bekend als de Scavi (Italiaans voor opgravingen), of simpelweg als de Vaticaanse necropolis.

## Geschiedenis
Romeinse overledenen mochten in de oudheid niet binnen de stadsmuren begraven worden, maar de Vaticaanse heuvel lag destijds buiten de stad. Ook langs de andere grote Romeinse wegen ontstonden buiten de stadspoorten necropolissen, zoals langs de Via Appia.
De Vaticaanse necropolis ontstond vanaf de 1e eeuw langs de Via Cornelia, die over de Vaticaanse heuvel in westelijke richting liep. Dit terrein behoorde toentertijd aan de keizerlijke familie, die er een villa had laten bouwen en een park had aangelegd. Keizer Caligula bouwde in de vallei tussen de Vaticaanse heuvel en de Janiculum een circus, dat door Nero verder werd verfraaid. In eerste instantie werden eenvoudige graven voor de armen en de slaven langs de Via Cornelia gegraven, maar vanaf de tweede eeuw werden grotere graftombes voor rijkere families gebouwd. Na de moord op Nero raakten zijn circus en paleis buiten gebruik en werd ook dit terrein bebouwd met mausolea.
Op de necropolis werden doden van verschillende geloven begraven, christelijke graven lagen hier direct naast heidense graven.
Voor de bouw van de Sint-Pietersbasiliek werd een deel van de helling van de Vaticaanse heuvel geëgaliseerd. Hierbij ging een deel van de necropolis verloren. De meeste andere graven verdwenen in de late oudheid en de vroege middeleeuwen toen de Sint-Pieter een internationale bedevaartsplaats werd en er steeds meer gebouwen verrezen rondom de basiliek. Tegenwoordig resteren van de antieke necropolis bovengronds alleen nog het Mausoleum van Hadrianus en de herbouwde Sint-Pietersbasiliek.

## Graf van Petrus
Volgens de overlevering werd op deze plaats Petrus begraven, nadat hij rond 64 in het naastgelegen Circus van Nero was gekruisigd. Aan het begin van de tweede eeuw werd een klein monument boven het eenvoudige graf gebouwd en werd het terrein met muren afgeschermd van de nieuwe mausolea die toen over de omliggende graven werden gebouwd. Ondanks de verscheidene perioden van de christenvervolgingen werd zijn graf op deze plaats altijd vereerd door het groeiende aantal christenen, die als pelgrims naar het graf kwamen om te bidden. Velen wilden ook in de buurt van Petrus' graftombe begraven worden.
Keizer Constantijn de Grote liet boven het graf van Petrus vanaf 324 de Oude Sint-Pietersbasiliek bouwen. Dit was in eerste instantie nog geen kerk, maar een grafmonument. Voor de bouw van deze grote basiliek was het noodzakelijk een deel van de Vaticaanse heuvel te egaliseren. De mausolea rondom het graf van Petrus werden volgestort met aarde, waardoor een groot kunstmatig platform ontstond. In de 6e eeuw werd de basiliek door Gregorius de Grote aangepast tot een echte kerk. Het altaar van de kerk stond precies boven de tombe van Sint-Petrus. Dit graf en andere tombes langs de Via Cornelia bleven zo ondergronds bewaard. Vanaf 1506 werd de sterk vervallen oude kerk afgebroken en vervangen door de huidige basiliek, die in 1626 gereedkwam.
Paus Pius XI wilde graag zo dicht mogelijk bij het graf van Petrus begraven worden. Zijn opvolger Paus Pius XII wilde daarom een grotere crypte onder de St. Pieter uitgraven. Daarbij stootte men op een grafveld. Tussen 1940 en 1949 werd in opdracht van paus Pius XII daarom een grote opgraving gehouden onder de reeds bestaande pausen-crypte van de Sint-Pieter, die uiteindelijk uitmondde in een onderzoek naar de authenticiteit van de traditionele plaats van het graf van St. Petrus, onder het hoofdaltaar van de St. Pieter. De projektmanager was Monsignor Ludwig Kaas, een naaste adviseur van van Pius XII en bestuurder van de gebouwen van St. Pieter. Een belangrijk medewerker was Antonio Ferrua, S.J.. Bij deze werkzaamheden werd een deel van de antieke necropolis blootgelegd. Ook de vermoedelijke tombe van Petrus werd opgegraven. In de zgn. "Rode muur" van het mausoleum werden menselijke beenderen aangetroffen. De onderzoekingen van Margherita Guarducci, die wel 20 keer de naam van St. Petrus in de buurt van het graf vond, gaven aanleiding tot verder onderzoek door Venerando Correnti in 1962, waaruit bleek dat de gevonden resten, die ingewikkeld waren in met gouddraad doorweven purperkleurige wol, van een stevig gebouwde man van rond de 65 waren, die aan reuma leed. Paus Paulus VI maakte na verder zorgvuldig onderzoek in 1968 wereldkundig dat de stoffelijke resten van de apostel waren teruggevonden. Hij plaatste daarop het gebeente, dat eerder in een kartonnen doos was bewaard, terug op de oorspronkelijke plaats in de muur waar ze gevonden waren. Antonio Ferrua, die inmiddels verantwoordelijk was voor de afdeling archeologie van het Vaticaan, had echter vanaf het begin veel kritiek op deze beslissing, omdat hij de wetenschappelijke evidentie van het onderzoek van Guarducci niet accepteerde. Hij haalde het gebeente weer weg. Uiteindelijk heeft Paus Franciscus, na eerherstel voor Margaretha Guarducci door haar collegae en nieuw onderzoek, het gebeente in ere hersteld tijdens een Eucharistiviering bij gelegenheid van het sluiten van het Jaar van het geloof, op 24 november 2013, en het laten terugplaatsen op de oorspronkelijke plaats. Bovendien heeft hij, op 29 juni 2019, het feest van Petrus en Paulus, delen van de relieken als teken van toenadering aan Patriarch Bartholomeus I van Constantinopel geschonken, in een houder waarop geschreven staat: “Van het gebeente dat is gevonden in het hypogeum van de Vaticaanse Basiliek, waarvan wordt geloofd dat het is van de heilige Petrus, de apostel.”
Het opgegraven deel van de necropolis, de Scavi, ligt op een diepte van 5 tot 12 meter onder de vloer van de basiliek. Een aantal graven zijn gerestaureerd, waaronder de Tombe van de Julii uit de 3e of 4e eeuw. De necropolis is niet vrij toegankelijk, maar kan op aanvraag worden bezocht.

## Mausoleum van Hadrianus
Het mausoleum van Hadrianus werd tussen 135 en 139 gebouwd en de restanten van Hadrianus en zijn opvolgers werden hier bijgezet. Al in de vroege middeleeuwen werd het strategisch aan de Tiber gelegen grafmonument aan de verdedigingswerken van Rome toegevoegd.

## Andere
- Meta Romuli - Een grafmonument in de vorm van een grote Egyptische piramide
- Santa Maria della Febbre - Een mausoleum dat in de middeleeuwen werd verbouwd tot een kerk